# Parobisium hesternum
Espèce
Parobisium hesternum est une espèce de pseudoscorpions de la famille des Neobisiidae.

## Distribution
Cette espèce est endémique de Californie aux États-Unis. Elle se rencontre dans les comtés d'El Dorado et de Mariposa.

## Description
Le mâle holotype mesure 2,35 mm.

## Publication originale
- Schuster, 1966 : New species of Parobisium Chamberlin (Arachnida: Chelonethida). Pan-Pacific Entomologist, vol. 42, no , p. 223-228 (texte intégral).